# Le Traquenard (film, 1949)
Pour les articles homonymes, voir Le Traquenard.
Pour plus de détails, voir Fiche technique et Distribution.
Le Traquenard (Trapped) est un film américain réalisé par Richard Fleischer, sorti en 1949.

## Synopsis
Tris Stewart, un faux monnayeur, purge une peine de prison. Des coupures imprimées avec ses plaques ressortent des années plus tard. Gunby et son équipe d'agents fédéraux du Trésor public l'approchent pour qu'il les mette sur la piste des nouveaux faussaires. Son évasion est simulée, mais Stewart ne cherchait qu'à profiter de l'occasion et les sème réellement pour aller rejoindre Meg, sa maîtresse, qui travaille dans un bar sous le nom de Laury.
C'est en fait sur quoi comptait Gunby, qui avait posé des micros dans l'appartement de Meg/Laury et qui  la fait courtiser par l'agent fédéral Downey, qui joue les escrocs sous le nom de Hackett. Stewart mord à l'hamecon car il a besoin d'argent pour racheter les plaques que son associé avait vendues à Jack Sylvester, et Downey/Hackett est censé en avoir. Le piège se refermerait sur les faux monnayeurs si Meg/Laury ne surprenait la conversation entre Downey et un ancien collègue. Elle s'empresse de prévenir Stewart, qui feint de tomber dans le piège pour se débarrasser de Downey mais, en définitive, le piège s’achève sur l’arrestation de Stewart, la mort de Meg tuée par Sylvester et celle de Sylvester électrocuté dans un dépôt de tramways alors qu’il tentait de s’enfuir.
Qui tend un traquenard, et à qui ?

## Fiche technique
- Titre : Le Traquenard
- Titre original : Trapped
- Réalisation : Richard Fleischer
- Scénario : Earl Felton et George Zuckerman
- Chef-opérateur : Guy Roe
- Musique : Sol Kaplan
- Montage : Alfred DeGaetano
- Décors : Armor Marlowe
- Direction artistique : Frank Durlauf
- Production : Bryan Foy Production - Contemporary Productions
- Distribution : Eagle-Lion Films
- Durée : 78 minutes
- Date de sortie : États-Unis : 1er octobre 1949

## Distribution
- Lloyd Bridges : Tris Stewart
- Barbara Payton : Meg Dixon
- John Hoyt : John Downey
- James Todd : Jack Sylvester
- Russ Conway : Chef Gunby
- Robert Karnes : agent Fred Foreman

## DVD
- France :

- DVD-5 Keep Case sorti le 18 septembre 2007 chez Bach Films. Le ratio image est en 1.33:1 plein écran 4:3. L'audio est en anglais 2.0 mono avec présence de sous-titres français. En supplément un entretien avec Stephane Bourgoin, un documentaire sur Richard Fleischer et un bonus caché.